# Macroglossum fischeri
Macroglossum fischeri là một loài bướm đêm thuộc họ Sphingidae. Nó được tìm thấy ở Việt Nam.